# Stazione di Ronta
Stazione di Ronta vasútállomás Olaszországban, Borgo San Lorenzo településen.

## Vasútvonalak
Az állomást az alábbi vasútvonalak érintik:
- Firenze–Faenza-vasútvonal

## Kapcsolódó állomások
A vasútállomáshoz az alábbi állomások vannak a legközelebb:
- Stazione di Fornello
- Stazione di Panicaglia